# Брадителія

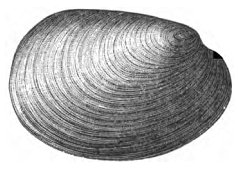
Fordilla troyensis, з камбрійських порід Гренландії та Ньюфаундленду в Північній Америці.

Брадителія (від грец. βραδύς — повільний і τέλος — завершення) — це повільний темп еволюційного процесу. 

## Опис
Це характерно, наприклад, для деяких пластинчастозябрових молюсків, які за кілька сот мільйонів років зазнали незначних змін і таким чином залишаються на порівні зі своїми викопними видами. Поняття «брадителія» було введене американським зоологом Дж. Сімпсоном в 1944 році.